# Шираї
Шираї, Ширяї — козацько-старшинський, згодом — дворянський рід, імовірно, білоруського шляхетського походження. Протягом 2-ї пол. 17 — 1-ї пол. 18 ст. представники роду переселилися з Орші (нині місто Вітебської обл., Білорусь) на Стародубщину. Перша гілка роду походить від Василя Марковича Ш., який служив при польському королі Сигізмунді II Ваза, та його синів Полуяна та Якова. Онуки Василя — Спиридон Якович (до 1650 — до 1710),
стародубський війт (1681—1708), та Іван Якович (р. н. невід. — п. 1705), райця Стародубського магістрату (1690—93, 1700—05). Представники роду покозачились та посідали значні уряди у Стародубському полку: Захарій Спиридонович (бл. 1714 — до 1785) — полковий хорунжий (1780); Петро Андрійович (бл. 1735 — після 1816) — полковий суддя та бургомістр Стародуба (1778—81); Микола Андрійович (бл. 1745 — 1824) — полковий осавул (1783), поштмейстер м. Стародуб (1779 — після 1798). Ін. представники роду обіймали уряди сотенних отаманів, військових товаришів та бунчукових товаришів. Із цієї гілки походили: Степан Михайлович (1761—1841), генерал-майор (1797), шеф Ризького кірасирського полку (1797—98), учасник воєнних кампаній у Польщі 1787 та 1792—94 і російсько-турецької війни 1787—1791, чернігівський губернський предводитель дворянства (1818—29); Василь Сергійович (1885—1960), співак (баритон), гітарист, педагог, соліст Російської опери в Парижі (Франція; 1929—31), професор Паризької Російської консерваторії ім. С.Рахманінова та керівник класу з гри на гітарі (1957—60); Олексій Васильович (1916—59), журналіст, спортсмен, громад. діяч, член волейбольної команди Національної організації витязів, чемпіон Парижа, учасник Другої світової війни, кореспондент і фотограф францських газет у СРСР, представник "France Presse".
Ін. гілка роду походить від Гаврила Овдійовича (до 1600 — після 1679), сотенного погарського отамана, наказного бакланського сотника (1679), та його сина Терентія (Тереха) Гавриловича (р. н. невід. — п. до 1713), бакланського сотника (1679—96). Їхні нащадки — бакланські городові та сотенні отамани (див. також Городовий отаман), військ. товариші та значкові товариші.
Імовірно, до цього ж роду належав козацький полковник Матвій Ширяй (2-га пол. 16 — 1-ша третина 17 ст.), котрий 1610 був у складі Війська Запорозького, яке прийшло на допомогу Сигізмунду III під час його облоги Смоленська (нині місто в РФ), та 1610—11 брав участь у боях проти військ Московської держави.
Рід внесений до 4-ї частини Родовідної книги Чернігівської губернії, а герб — до 9-ї частини "Общего гербовника дворянских родов Всероссийской империи".